# بريت كيارني
بريت كيارني (بالإنجليزية: Brett Kearney)‏ هو لاعب دوري الرغبي أسترالي، ولد في 29 سبتمبر 1983 في سيدني في أستراليا.